# Morocco Tennis Tour Rabat 2013
Il Morocco Tennis Tour Rabat 2013 è stato un torneo di tennis facente parte della categoria ITF Women's Circuit nell'ambito dell'ITF Women's Circuit 2013. Il torneo si è giocato a Casablanca in Marocco dal 20 al 26 maggio 2013 su campi in terra rossa e aveva un montepremi di 25 000 $.

## Vincitrici

### Singolare
Laura Pous Tió ha battuto in finale  Sandra Zaniewska con il punteggio di 6–3, 6–0

### Doppio
Justine Ozga /  Anna Zaja hanno battuto in finale  Elica Kostova /  Sandra Zaniewska con il punteggio di 6–4, 6–2